# 리좀
리좀(Rhizome)은 들뢰즈와 가타리의 공저 《천 개의 고원》에 등장하는 은유적 용어 혹은 철학 용어이다. 원래의 리좀은 지하경을 의미한다.
리좀은 가지가 흙에 닿아서 뿌리로 변화하는 지피식물들을 표상한다.
수목형은 뿌리와 가지와 잎이 위계를 가지며 기존의 수립된 계층적 질서를 쉽게 바꿀 수 없는 반면 리좀은 뿌리가 내려 있지 않은 지역이라도 번져나갈 수 있는 번짐과 엉킴의 형상을 지지한다.

## 같이 보기
- 맥락주의
- 브리콜라주
- 상리 공생
- 관점주의
- 그래프 (자료 구조)